# KNVB-Pokal 2012/13
Der KNVB-Pokal 2012/13 war die 95. Auflage des niederländischen Fußball-Pokalwettbewerbs. Pokalsieger wurde AZ Alkmaar. Das Team setzte sich im Finale gegen Titelverteidiger PSV Eindhoven durch.
Insgesamt 92 Mannschaften nahmen an dem Wettbewerb teil. Neben den jeweils 18 Teams aus den beiden Profiligen Eredivisie und Eerste Divisie, die für die zweite Runde gesetzt sind, waren dies 27 Drittligisten aus der Topklasse sowie weitere 29 Amateurvertreter.

## Teilnehmende Teams
| Eredivisie (18) (Level 1) | Eredivisie (18) (Level 1) | Eerste Divisie (18) (Level 2) | Eerste Divisie (18) (Level 2) |
| --- | --- | --- | --- |
| - Ajax Amsterdam - ADO Den Haag - AZ Alkmaar - Feyenoord Rotterdam - FC Groningen - SC Heerenveen - Heracles Almelo - NAC Breda - NEC Nijmegen | - PSV Eindhoven - Roda JC Kerkrade - FC Twente Enschede - FC Utrecht - Vitesse Arnheim - VVV-Venlo - RKC Waalwijk - Willem II Tilburg ▲ - FC Zwolle ▲ | - BV De Graafschap ▼ - Excelsior Rotterdam ▼ - Almere City - AGOVV Apeldoorn - SC Cambuur - FC Den Bosch - FC Dordrecht - FC Eindhoven - FC Emmen | - Fortuna Sittard - Go Ahead Eagles - Helmond Sport - MVV Maastricht - FC Oss - Sparta Rotterdam - SC Telstar 1963 - BV Veendam - FC Volendam |
| Topklasse (32) (Level 3) | | | |
| - Achilles ’29 - ADO '20 Heemskerk - AFC Amsterdam - BVV Barendrecht - VV Capelle - FC Chabab - JVC Cuijk - DETO Twenterand                    | - WKE Emmen - EVV Echt - Excelsior ’31 Rijssen - VV Gemert - SC Genemuiden - GVVV - VV Haaglandia/Sir Winston - HBS Craeyenhout                       | - HHC Hardenberg - HSC ’21 Haaksbergen - HVV Hollandia - VV IJsselmeervogels - CVV De Jordan Boys - VV Katwijk - Kozakken Boys - FC Lienden       | - FC Lisse - VV Noordwijk - Rijnsburgse Boys - SVV Scheveningen - SV Spakenburg - SV De Treffers - VV Sint Bavo - VV Sneek Wit Zwart          |
| Hoofdklasse (19) (Level 4) | | | |
| - MVV Alcides - SV Argon - DVS '33 Ermelo - Sportclub Feyenoord - RKSV Groene Ster                                                             | - EHC Hoensbroek - VV Hoogeveen - VV Kloetinge - RKHVV Huissen - RKSV Leonidas                                                                        | - VV Montfoort - RVVH Ridderkerk - ONS Sneek - VV Sparta Nijkerk - VV Staphorst                                                                   | - VVOG Harderwijk - VV UNA - XerxesDZB - VV De Zouaven                                                                                        |
| Tweede Klasse (4) (Level 6) | Tweede Klasse (4) (Level 6) | Tweede Klasse (4) (Level 6) | Derde Klasse (1) (Level 7) |
| - RKVV DESO - VV Internos | - NVC Naarden | - GVV Unitas | - VV Sittard |

## Termine
| Runde         | Termine                    |
| ------------- | -------------------------- |
| 1. Runde      | 21. – 22. August 2012      |
| 2. Runde      | 25. – 27. September 2012   |
| 3. Runde      | 30. Oktober – 1. Nov. 2012 |
| Achtelfinale  | 18. – 20. Dezember 2012    |
| Viertelfinale | 29. – 31. Januar 2013      |
| Halbfinale    | 27. Februar 2013           |
| Finale        | 9. Mai 2013                |

## 1. Runde
Teilnehmer: Die 56 Amateurvereine
| Datum      |                           | Ergebnis                         |                               |
| ---------- | ------------------------- | -------------------------------- | ----------------------------- |
| 21.08.2012 | VV IJsselmeervogels (3)   | 6:2 (2:1)                        | SV Argon (4)                  |
| 22.08.2012 | Excelsior ’31 Rijssen (3) | 2:3 n. V. (2:2, 2:0)             | FC Lienden (3)                |
| 22.08.2012 | Rijnsburgse Boys (3)      | 2:1 (1:1)                        | HSC ’21 Haaksbergen (3)       |
| 22.08.2012 | VV Kloetinge (4)          | 3:1 (1:0)                        | EVV Echt (3)                  |
| 22.08.2012 | VV de Zouaven (4)         | 3:2 (1:1)                        | DETO Twenterand (3)           |
| 22.08.2012 | HBS Craeyenhout (3)       | 3:2 (1:1)                        | HHC Hardenberg (3)            |
| 22.08.2012 | VV Capelle (3)            | 3:0 (3:0)                        | GVV Unitas (6)                |
| 22.08.2012 | VV Noordwijk (3)          | 4:1 (3:0)                        | VV Sittard (7)                |
| 22.08.2012 | VV Hoogeveen (4)          | 1:3 (0:2)                        | RKVV DESO (6)                 |
| 22.08.2012 | VV UNA (4)                | 3:4 n. V. (2:2, 1:1)             | SVV Scheveningen (3)          |
| 22.08.2012 | FC Chabab (3)             | 1:2 (0:1)                        | RVVH Ridderkerk (4)           |
| 22.08.2012 | VV Staphorst (4)          | 5:1 (2:1)                        | VV Haaglandia/Sir Winston (3) |
| 22.08.2012 | VV Sparta Nijkerk (4)     | 3:1 (2:0)                        | WKE Emmen (3)                 |
| 22.08.2012 | Kozakken Boys (3)         | 5:0 (3:0)                        | MVV Alcides (4)               |
| 22.08.2012 | SV Spakenburg (3)         | 0:4 (0:3)                        | Achilles ’29 (3)              |
| 22.08.2012 | SV De Treffers (3)        | 1:1 n. V. (1:1, 1:0) (5:6 i. E.) | VV Montfoort (4)              |
| 22.08.2012 | VV Sneek Wit Zwart (3)    | 1:1 n. V. (1:1, 1:0) (6:5 i. E.) | CVV De Jordan Boys (3)        |
| 22.08.2012 | JVC Cuijk (3)             | 3:3 n. V. (3:3, 0:2) (5:4 i. E.) | BVV Barendrecht (3)           |
| 22.08.2012 | XerxesDZB (4)             | 3:0 (1:0)                        | NVC Naarden (6)               |
| 22.08.2012 | DVS '33 Ermelo (4)        | 0:1 (0:1)                        | AFC Amsterdam (3)             |
| 22.08.2012 | FC Lisse (3)              | 4:2 (1:1)                        | RKHVV Huissen (4)             |
| 22.08.2012 | VV Gemert (3)             | 2:1 (0:1)                        | VV Sint Bavo (3)              |
| 22.08.2012 | Sportclub Feyenoord (4)   | 0:2 n. V.                        | HVV Hollandia (3)             |
| 22.08.2012 | ADO '20 Heemskerk (3)     | 3:2 n. V. (2:2, 1:0)             | VV Katwijk (3)                |
| 22.08.2012 | GVVV (3)                  | 4:0 (2:0)                        | RKSV Groene Ster (4)          |
| 22.08.2012 | VVOG Harderwijk (4)       | 3:3 n. V. (2:2, 2:1) (4:2 i. E)  | RKSV Leonidas (4)             |
| 22.08.2012 | VV Internos (6)           | 0:5 (0:2)                        | ONS Sneek (4)                 |
| 22.08.2012 | EHC Hoensbroek (4)        | 4:1 (2:0)                        | SC Genemuiden (3)             |

In Klammern das jeweilige Ligalevel.

## 2. Runde
Alle Vereine aus dem bezahlten Fußball stiegen in dieser Runde ein. Mannschaften, die in einem europäischen Pokalwettbewerb standen, konnten nicht gegeneinander gelost werden. Amateurvereine hatten Heimrecht, wenn sie gegen einen Profiklub gelost wurden.
| Datum      |                         | Ergebnis                         |                         |
| ---------- | ----------------------- | -------------------------------- | ----------------------- |
| 25.09.2012 | SVV Scheveningen (3)    | 2:1 n. V. (1:1, 0:0)             | FC Oss (2)              |
| 25.09.2012 | AFC Amsterdam (3)       | 0:1 n. V. (0:0, 0:0)             | FC Den Bosch (2)        |
| 25.09.2012 | Go Ahead Eagles (2)     | 4:4 n. V. (2:2, 0:2) (4:3 i. E.) | VVV-Venlo (1)           |
| 25.09.2012 | Sparta Rotterdam (2)    | 3:2 (1:2)                        | AGOVV (2)               |
| 25.09.2012 | VV Sparta Nijkerk (4)   | 2:3 (0:0)                        | BV De Graafschap (2)    |
| 25.09.2012 | JVC Cuijk (3)           | 2:4 n. V. (2:2, 1:2)             | FC Eindhoven (2)        |
| 25.09.2012 | HVV Hollandia (2)       | 1:0 (0:0)                        | Fortuna Sittard (2)     |
| 25.09.2012 | VV Staphorst (4)        | 2:0 (0:0)                        | VV Montfoort (4)        |
| 25.09.2012 | ADO '20 Heemskerk (3)   | 4:1 (2:0)                        | Almere City (2)         |
| 25.09.2012 | VVOG Harderwijk (4)     | 0:0 n. V. (4:5 i. E.)            | FC Emmen (2)            |
| 25.09.2012 | FC Lisse (3)            | 0:5 (0:2)                        | RKC Waalwijk (1)        |
| 25.09.2012 | ONS Sneek (4)           | 1:1 n. V. (1:1, 1:0) (5:4 i. E.) | Excelsior Rotterdam (2) |
| 25.09.2012 | Roda JC Kerkrade (1)    | 0:1 n. V.                        | FC Zwolle (1)           |
| 26.09.2012 | RVVH Ridderkerk (4)     | 0:1 (0:0)                        | FC Twente Enschede (1)  |
| 26.09.2012 | Rijnsburgse Boys (3)    | 1:0 (0:0)                        | FC Volendam (2)         |
| 26.09.2012 | VV Kloetinge (4)        | 0:4 (0:2)                        | SC Telstar 1963 (2)     |
| 26.09.2012 | RKVV DESO (6)           | 1:5 (0:3)                        | SC Cambuur (2)          |
| 26.09.2012 | NEC Nijmegen (1)        | 2:3 n. V. (2:2, 1:1)             | Feyenoord Rotterdam (1) |
| 26.09.2012 | VV Gemert (3)           | 0:3 (0:0)                        | Vitesse Arnhem (1)      |
| 26.09.2012 | Kozakken Boys (3)       | 0:4 (0:2)                        | SC Heerenveen (1)       |
| 26.09.2012 | VV Sneek Wit Zwart (3)  | 2:1 n. V. (1:1, 0:0)             | VV Noordwijk (3)        |
| 26.09.2012 | Willem II Tilburg (1)   | 0:2 (0:0)                        | FC Dordrecht (2)        |
| 26.09.2012 | VV IJsselmeervogels (3) | 0:2 (0:1)                        | ADO Den Haag (1)        |
| 26.09.2012 | XerxesDZB (4)           | 3:3 n. V. (2:2, 0:1) (6:5 i. E.) | Helmond Sport (2)       |
| 26.09.2012 | GVVV (3)                | 1:2 (1:2)                        | FC Groningen (1)        |
| 26.09.2012 | FC Lienden (3)          | 0:4 (0:2)                        | Heracles Almelo (1)     |
| 26.09.2012 | MVV Maastricht (2)      | 1:3 (0:2)                        | NAC Breda (2)           |
| 26.09.2012 | VV Capelle (3)          | 3:4 n. V. (3:3, 3:1)             | HBS Craeyenhout (3)     |
| 26.09.2012 | FC Utrecht (1)          | 0:3 (0:2)                        | Ajax Amsterdam (1)      |
| 27.09.2012 | Achilles ’29 (3)        | 2:3 (1:3)                        | PSV Eindhoven (1)       |
| 27.09.2012 | VV de Zouaven (4)       | 0:1 (0:0)                        | EHC Hoensbroek (4)      |
| 27.09.2012 | AZ Alkmaar (1)          | 4:1 (3:0)                        | SC Veendam (2)          |

In Klammern das jeweilige Ligalevel.

## 3. Runde
| Datum      |                        | Ergebnis                         |                         |
| ---------- | ---------------------- | -------------------------------- | ----------------------- |
| 30.10.2012 | BV De Graafschap (2)   | 0:3 (0:0)                        | Go Ahead Eagles (2)     |
| 30.10.2012 | ADO '20 Heemskerk (3)  | 6:1 (5:1)                        | FC Eindhoven (2)        |
| 30.10.2012 | SC Cambuur (2)         | 1:1 n. V. (1:1, 0:0) (4:3 i. E.) | SC Telstar 1963 (2)     |
| 30.10.2012 | FC Dordrecht (2)       | 2:1 (0:0)                        | SVV Scheveningen (3)    |
| 30.10.2012 | Rijnsburgse Boys (3)   | 0:0 n. V. (7:6 i. E.)            | FC Emmen (2)            |
| 30.10.2012 | FC Groningen (1)       | 1:0 (1:0)                        | ADO Den Haag (1)        |
| 31.10.2012 | RKC Waalwijk (1)       | 2:4 (2:1)                        | FC Zwolle (1)           |
| 31.10.2012 | PSV Eindhoven (1)      | 3:1 (1:0)                        | EHC Hoensbroek (4)      |
| 31.10.2012 | Heracles Almelo (1)    | 2:0 (0:0)                        | Sparta Rotterdam (2)    |
| 31.10.2012 | NAC Breda (2)          | 1:1 n. V. (1:1, 0:1) (5:3 i. E.) | HBS Craeyenhout (3)     |
| 31.10.2012 | Vitesse Arnhem (1)     | 4:0 (2:0)                        | VV Staphorst (4)        |
| 31.10.2012 | ONS Sneek (4)          | 0:2 (0:0)                        | Ajax Amsterdam (1)      |
| 01.11.2012 | FC Twente Enschede (1) | 1:2 (1:1)                        | FC Den Bosch (2)        |
| 01.11.2012 | SC Heerenveen (1)      | 1:0 (0:0)                        | HVV Hollandia (3)       |
| 01.11.2012 | VV Sneek Wit Zwart (3) | 1:4 (0:1)                        | AZ Alkmaar (1)          |
| 01.11.2012 | XerxesDZB (4)          | 0:4 (0:0)                        | Feyenoord Rotterdam (1) |

In Klammern das jeweilige Ligalevel.

## Achtelfinale
| Datum      |                      | Ergebnis                         |                         |
| ---------- | -------------------- | -------------------------------- | ----------------------- |
| 18.12.2012 | FC Dordrecht (2)     | 2:4 (0:3)                        | AZ Alkmaar (1)          |
| 18.12.2012 | FC Den Bosch (2)     | 1:0 (1:0)                        | SC Cambuur (2)          |
| 18.12.2012 | Rijnsburgse Boys (3) | 0:4 (0:3)                        | PSV Eindhoven (1)       |
| 19.12.2012 | NAC Breda (1)        | 1:3 (1:1)                        | Heracles Almelo (1)     |
| 19.12.2012 | Go Ahead Eagles (2)  | 2:3 n. V. (1:1, 0:0)             | FC Zwolle (1)           |
| 19.12.2012 | Vitesse Arnhem (1)   | 10:1 (2:0)                       | ADO '20 Heemskerk (3)   |
| 19.12.2012 | SC Heerenveen (1)    | 2:2 n. V. (2:2, 0:1) (6:7 i. E.) | Feyenoord Rotterdam (1) |
| 20.12.2012 | FC Groningen (1)     | 0:3 (0:1)                        | Ajax Amsterdam (1)      |

In Klammern das jeweilige Ligalevel.

## Viertelfinale
| Datum      |                    | Ergebnis  |                         |
| ---------- | ------------------ | --------- | ----------------------- |
| 29.01.2013 | FC Den Bosch (2)   | 0:5 (0:4) | AZ Alkmaar (1)          |
| 30.01.2013 | FC Zwolle (1)      | 3:2 (2:1) | Heracles Almelo (1)     |
| 30.01.2013 | PSV Eindhoven (1)  | 2:1 (1:1) | Feyenoord Rotterdam (1) |
| 31.01.2013 | Vitesse Arnhem (1) | 0:4 (0:1) | Ajax Amsterdam (1)      |

In Klammern das jeweilige Ligalevel.

## Halbfinale
| Datum      |                    | Ergebnis  |                   |
| ---------- | ------------------ | --------- | ----------------- |
| 27.02.2013 | FC Zwolle (1)      | 0:3 (0:2) | PSV Eindhoven (1) |
| 27.02.2013 | Ajax Amsterdam (1) | 0:3 (0:0) | AZ Alkmaar (1)    |

In Klammern das jeweilige Ligalevel.

## Finale
| PSV Eindhoven                                | PSV Eindhoven | AZ Alkmaar | AZ Alkmaar |
| -------------------------------------------- | --- | --- | ---------- |
| PSV Eindhoven                                | \| 9. Mai 2013, 18:00 Uhr in Rotterdam, De Kuip \| \| Ergebnis: 1:2 (1:2) \| \| Zuschauer: 50.000 \| \| Schiedsrichter: Björn Kuipers \| \| Spielbericht \| | \| 9. Mai 2013, 18:00 Uhr in Rotterdam, De Kuip \| \| Ergebnis: 1:2 (1:2) \| \| Zuschauer: 50.000 \| \| Schiedsrichter: Björn Kuipers \| \| Spielbericht \| | AZ Alkmaar |
| PSV Eindhoven                                | Boy Waterman – Atiba Hutchinson, Marcelo, Wilfred Bouma (79. Tim Matavž), Jetro Willems – Kevin Strootman, Mark van Bommel – Jeremain Lens, Ola Toivonen (68. Georginio Wijnaldum), Dries Mertens (85. Memphis Depay) – Jürgen Locadia Cheftrainer: Dick Advocaat | Esteban – Dirk Marcellis (67. Mattias Johansson), Etiënne Reijnen, Nick Viergever , Giliano Wijnaldum – Viktor Elm, Markus Henriksen – Roy Beerens, Adam Maher, Jóhann Berg Guðmundsson (74. Steven Berghuis) – Jozy Altidore (88. Aron Jóhannsson) Cheftrainer: Gertjan Verbeek | AZ Alkmaar |
| PSV Eindhoven                                | 1:2 Locadia (31.) | 0:1 Maher (12.) 0:2 Altidore (14.) | AZ Alkmaar |
| PSV Eindhoven                                | Wijnaldum, Altidore | | AZ Alkmaar |
| 9. Mai 2013, 18:00 Uhr in Rotterdam, De Kuip | | |            |
| Ergebnis: 1:2 (1:2)                          | | |            |
| Zuschauer: 50.000                            | | |            |
| Schiedsrichter: Björn Kuipers                | | |            |
| Spielbericht                                 | | |            |